# Московски мирен договор (1940)
Московският мирен договор между СССР и Финландия е сключен на 12 март 1940 г., с което се завършва Съветско-финландската война (1939 – 1940), известна като Зимната война.
След началото на Втората световна война и участието на СССР в разгрома и разделянито на Полша е освободен военен ресурс, който незабавно е насочен към Финландия, съгласно договореностите за сфери на влияние с Германия в съответствие с Пакта Рибентроп – Молотов. СССР поставя ултимативни условия с териториални претенции към Финландия, които не са приети. Те са формалният мотив за предстояща агресия и водене на военни действия от страна на СССР.
Със започналата война, поради сериозното противодействие на финландската войска, не са постигнати напълно стратегическите цели на СССР. Сключеният на 12 март 1940 г. договор променя съветско-финландската граница, установена преди тази война в съответствие с подписания (в гр. Тарту, Естония) Тартуски мирен договор от 14 октомври 1920 г. между РСФСР и Финландия за приключване на водената между тях първа война в периода 1918 – 1920 г.

## Условия на договора
Съгласно условията на договора:
- Към територията на СССР се прибавят финландски територии в Карелия с градовете Виборг и Сортавала, редица острови във Финския залив, част от финландската територия Салла с гр. Куолаярви, част от полуостровите Рибачий (Рыбачий) и Средний (Средний). В резултат от промяната на границите Ладожкото езеро изцяло остава в територията на СССР.
- СССР, чрез аренда, получава достъп до част от полуостров Ханко за срок от 30 г. с цел създаване на съветска военноморска база.

По време на Съветско-финландската война (1941 – 1944) г., Финландия е завоювала и върнала в границите си всички придобити от СССР територии по този договор.
След края на Втората световна война основните положения на Московския мирен договор от 1940 г. отново са потвърдени с подписания през 1947 г. с Финландия Парижки мирен договор.